# Невская (деревня)
Не́вская (ранее — Мошня) — деревня в Крестецком районе Новгородской области, входит в состав Усть-Волмского сельского поселения.

## География
Деревня Невская расположена на реке Мошня, на федеральной автомагистрали «Россия» М10, в 5,5 км к юго-востоку от деревни Вины, в 12 км к северо-западу от посёлка Крестцы, в 30 км к югу от деревни Усть-Волма.

## Население
| 2010 |
| ---- |
| 17   |

В 1908 году в деревне Мошня проживало 144 человека.

## История
В 1776—1796, 1802—1922 деревня Мошня — в образованном Крестецком уезде, а в 1796—1802, 1922—1927 — в Валдайском уезде Новгородской губернии.
Деревня Мошня отмечена на картax 1788(лист 17), 1816, 1829, 1837.
С начала XIX века до 1922 — в Крестецкой волости Крестецкого уезда.
В 1908 в деревне Мошня было 24 двора и 24 дома. Имелась часовня.
В 1963 году указом Президиума Верховного Совета РСФСР деревня Мошня переименована в деревню Невская Валдайского сельского района.
В 1965 был образован совхоз «Крестецкий», в который вошла деревня Невская.
Деревня Невская относилась к Винскому сельскому поселению.
В 2010 деревня Невская вошла в состав Устьволмского сельского поселения, которое в 2016 было переименовано в Усть-Волмское сельское поселение.